# ブフォテニン
ブフォテニン (bufotenine) は、ヒキガエル科の毒液などに含まれるアルカロイドの一種である。常温では固体であるが、エタノールや酸、アルカリに可溶。
IUPAC命名法では 3-[2-(ジメチルアミノ)エチル]-1H-インドール-5-オール と表される。名称はガマ毒（ヒキガエル属 (Bufo)）に含まれることから。
なお、バナナの皮にブフォテニンが含まれるというのは都市伝説である。詳しくはバナナの項を参照のこと。

## 毒性
幻覚をひきおこす。ガマ毒の成分であり、南米で用いられていた幻覚剤コオバ (cohoba) の主成分でもある。